# پروژه مونتاوک
پروژهٔ مونتاک (به انگلیسی: Montauk Project) یک نظریه توطئه در مورد ایالات متحده در مونتاک، واقع در لانگ آیلند است که بنا بر مدعای نظریه‌پردازان، در مورد پرورش روش‌های جنگ روانی و تحقیق‌هایی در زمینه‌های نامتعارف مانند سفر در زمان است. ژاک والی مفروضات موجود در مورد پروژهٔ مونتاوک را نتیجه بسط داستان‌های مربوط به آزمایش فیلادلفیا می‌داند.

## نظریه های توطئه
نظریه‌های توطئه در مورد پروژه مونتاک از آغاز دهه ۱۹۸۰ بین مردم شایع بوده است. ژاک والی که در زمینه بشقاب پرنده‌ها تحقیق می‌کند، داستان‌های مرتبط به آزمایش‌های انجام شده در مونتاوک را با ادعای پرستون نیکولاس مبنی بر اینکه خاطرات وی درباره این وقایع را که سرکوب شده بودند را بازیافته است مرتبط می‌داند.

## جستار های وابسته
- آزمایش فیلادلفیا
- منطقه ۵۱
- حادثه رازول

## کتاب‌هایی در این رابطه
- Moon, Peter (1997). The Black Sun: Montauk's Nazi-Tibetan Connection. New York: Sky Books. ISBN 0-9631889-4-1.
- Nichols, Preston B. ; Peter Moon (1992). The Montauk Project: Experiments in Time. New York: Sky Books. ISBN 0-9631889-0-9.
- Nichols, Preston B. ; Peter Moon (1993). Montauk Revisited: Adventures in Synchronicity. New York: Sky Books. ISBN 0-9631889-1-7.
- Nichols, Preston B. ; Peter Moon (1995). Pyramids of Montauk: Explorations in Consciousness. New York: Sky Books. ISBN 0-9631889-2-5.
- Steiger, Brad; Alfred Bielek and Sherry Hanson Steiger (1990). The Philadelphia Experiment and Other UFO Conspiracies. Inner Light Publications & Global Communications. ISBN 0-938294-97-0.
- Swerdlow, Stewart (1998). Peter Moon, ed. Montauk: The Alien Connection. New York: Sky Books. ISBN 0-9631889-8-4.
- Wells, K.B. (1998). The Montauk Files: Unearthing the Phoenix Conspiracy. New Falcon Publications. ISBN 1-56184-134-X.